# Négyzetgyök 2

Az egységnyi oldalú egyenlő szárú derékszögű háromszög átfogójának hossza négyzetgyök 2

A négyzetgyök kettő, más néven Püthagorasz-állandó, ami felírva:
{\displaystyle {\sqrt {2}}}
vagy törtkitevős hatványként
{\displaystyle 2^{\frac {1}{2}}}
egy pozitív, valós szám, melyet önmagával szorozva 2-t kapunk. Az első 65 tizedesjegye a következő (A002193 sorozat az OEIS-ben):
1,41421 35623 73095 04880 16887 24209 69807 85696 71875 37694 80731 76679 73799.
A √2 valószínűleg az elsőként megismert irracionális szám. A geometriai jelentősége az, hogy ez a hossza az egységnyi oldalú négyzet átlójának, illetve egy egységnyi oldalú kocka lapátlójának, ami levezethető a Pitagorasz-tételből.
Az ezüstmetszés arányszáma
{\displaystyle 1+{\sqrt {2}}.\,}

## Történet

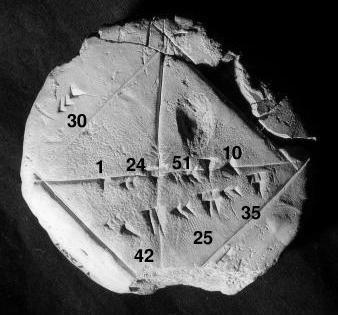
Az YBC 7289-es babiloni agyagtábla jegyzetekkel

A Yale Egyetem babiloni gyűjteményében található 7289-es számú agyagtábla (i. e. 1800-1600-ból) már közelítő értéket ad a {\displaystyle {\sqrt {2}}}-re a babiloniak által használt hatvanas számrendszerben, hat tizedesjegy pontossággal:
{\displaystyle 1+{\frac {24}{60}}+{\frac {51}{60^{2}}}+{\frac {10}{60^{3}}}=1,41421{\overline {296}}.}
Ennek a számnak egy másik korai közelítését az ősi indiai matematikai szövegek adják, a következőképp: Növeljük az oldal hosszát a harmadával, azután a harmadának a negyedével, majd csökkentsük a negyedének a harmincnegyedével. Tehát:
{\displaystyle 1+{\frac {1}{3}}+{\frac {1}{3\cdot 4}}-{\frac {1}{3\cdot 4\cdot 34}}={\frac {577}{408}}\approx 1,414215686.}
Az irracionális számok felfedezését általában Püthagorasz egyik tanítványának, a metapontumi Hippaszosznak tulajdonítják, aki elkészítette az első (valószínűleg geometriai) bizonyítást a gyök 2 irracionalitására. Egy legenda szerint Pitagorasz hitt a számok teljességében, és nem tudta elfogadni az irracionális számok létezését. Nem tudta megcáfolni a létezésüket logikai úton, de a hite miatt nem tudta elfogadni irracionális számok létezését, ezért fulladásos halálra ítélte Hippaszoszt. Más legendák szerint Hippaszoszt megfojtotta Pitagorasz néhány tanítványa, vagy csupán kizárták a körükből.

## Kiszámítási algoritmus
Számos módszer van a √2 közelítő értékének számolására, melyek a kifejezéseket egész számok arányaként, vagy tizedestörtként közelítik meg. Erre a legegyszerűbb algoritmus, amely sok számítógép és számológép alapja, a babiloni módszer a négyzetgyök számolására. Ez a következőképp működik:
Először vegyünk egy tetszőleges becslést. A becslés pontossága nem számít, csak azt befolyásolja, hányszor kell megismételni a lépéseket, hogy elérjünk egy bizonyos pontosságú közelítést. Ezután használhatjuk a becslésünket a következő rekurzív számításban:
{\displaystyle F_{n+1}={\frac {F_{n}+{\frac {2}{F_{n}}}}{2}}.}
Minél több ismétlés van az algoritmusban (egyre több számolást kell elvégezni, egyre nagyobb n-nel), annál jobb becslést kapunk a √2 közelítő értékére.
1997-ben Kanada Jaszumasza csapatával 137 438 953 444 tizedesjegyig számolta ki a √2 közelítő értékét.
2006 februárjában a rekordot túlszárnyalták egy otthoni számítógépen. Kondó Sigeru az első 200 000 000 000 tizedesjegyét számolta ki a √2-nek, alig 13 nap és 14 óra kellett hozzá egy 3,6 GHz-es PC-vel, 16 GB memóriával.

## Irracionalitásának bizonyítása

### Indirekt bizonyítás
Az indirekt bizonyítás azt jelenti, hogy feltesszük, hogy az állításunk tagadása igaz, majd átalakításokkal nyilvánvaló ellentmondást kapunk, tehát a tagadás hamis, ezért az eredeti állítás igaz.
1. Tegyük fel, hogy a {\displaystyle {\sqrt {2}}} egy racionális szám, tehát léteznek {\displaystyle a} és {\displaystyle b} egészek, hogy {\displaystyle {\frac {a}{b}}={\sqrt {2}}}.
2. Akkor lehet felírni {\displaystyle {\sqrt {2}}}-t tovább nem egyszerűsíthető törtként, ha {\displaystyle a} és {\displaystyle b} relatív prímek, valamint {\displaystyle \left({\frac {a}{b}}\right)^{2}=2}.
3. Ebből következik, hogy {\displaystyle {\frac {a^{2}}{b^{2}}}=2} és a² = 2 b². ((a / b)n = an / bn)
4. Tehát, a² páros, mert egyenlő 2 b²-tel.
5. Ebből következik, hogy a is páros, mert csak a páros számoknak páros a négyzetük.
6. Mivel a páros, létezik k egész szám, ami teljesíti, hogy a = 2k.
7. Behelyettesítve 2k-t a (6). lépésből a (3). lépés második egyenlőségébe: 2b² = (2k)², ami megegyezik 2b² = 4k², ami megegyezik b² = 2k².
8. Mivel 2k² osztható 2-vel, és 2k² = b², ezért b² szintén osztható 2-vel, tehát b is.
9. Az (5). és (8). lépésből tudjuk, hogy a és b is párosak, ami ellentmond annak, hogy relatív prímek, ahogy azt megállapítottuk a (2). lépésben.

Q. E. D.
Mivel van ellentmondás, az (1)-es feltétel, hogy a {\displaystyle {\sqrt {2}}} racionális szám, hamis. Az állítás be van bizonyítva: {\displaystyle {\sqrt {2}}} irracionális.
Ennek a bizonyításnak az általánosításával bármelyik természetes szám négyzetgyökéről el tudjuk dönteni, hogy racionális vagy irracionális.

### Bizonyításvégtelen leszállással
Lásd itt: Végtelen leszállás#Példák

### Bizonyítás prímtényezős felbontással
Ez a bizonyítás hasonló az előzőhöz, de a számelmélet alaptételét alkalmazza:
1. Tegyük fel, hogy a {\displaystyle {\sqrt {2}}} egy racionális szám, tehát léteznek {\displaystyle a} és {\displaystyle b} egészek, hogy {\displaystyle {\frac {a}{b}}={\sqrt {2}}}.
2. Ebből következik, hogy {\displaystyle {\frac {a^{2}}{b^{2}}}=2} és {\displaystyle a^{2}=2b^{2}}.
3. A számelmélet alaptételéből következik, hogy a-nak és b-nek egyértelműen létezik prímtényezős felbontása, amit fel lehet írni a = 2xk és b = 2ym alakban, ahol x és y nemnegatív egészek, m és k pedig páratlan nemnegatív egészek.
4. Tehát a² = 22xk² és b² = 22ym².
5. Ha ezt behelyettesítjük a (3). lépésbe, akkor azt kapjuk, hogy 22xk² = 2·22ym² = 22y+1m².
6. Tehát azt állítjuk, hogy egy prímtényezős felbontás, amelyben 2 páros kitevőjű hatványa van (a kitevő 2x) megegyezik egy olyannal, amelyben a 2 páratlan kitevőjű hatványa szerepel (a kitevő 2y+1). Ez ellentmond az egyértelmű prímfelbontásnak, tehát az indirekt feltevés hamis volt.

#### Egy másik bizonyítás
A következő reductio ad absurdum egy kevésbé jól ismert bizonyítása a {\displaystyle {\sqrt {2}}} irracionalitásának. Azt a további információt használja, hogy {\displaystyle {\sqrt {2}}>1}.
1. Tegyük fel, hogy {\displaystyle {\sqrt {2}}} racionális szám, tehát léteznek m és n egészek, ahol n ≠ 0, hogy {\displaystyle {\frac {m}{n}}={\sqrt {2}}}.
2. Tehát √2-t fel lehet írni {\displaystyle {\frac {m}{n}}} tovább nem egyszerűsíthető törtként, ahol m és n pozitív egészek, mert {\displaystyle {\frac {m}{n}}={\sqrt {2}}}.
3. {\displaystyle {\sqrt {2}}={\frac {{\sqrt {2}}\cdot n({\sqrt {2}}-1)}{n({\sqrt {2}}-1)}}={\frac {2n-{\sqrt {2}}n}{{\sqrt {2}}n-n}}={\frac {2n-m}{m-n}},{\text{ mivel }}{\sqrt {2}}\,n\,=\,m.}
4. {\displaystyle {\sqrt {2}}>1}, ebből következik, hogy m > n, tehát m > 2n – m.
5. Tehát az {\displaystyle {\frac {m}{n}}} törtet, amiről a (2). lépésből tudjuk, hogy nem lehet tovább egyszerűsíteni, a (3). lépésben egyszerűsítjük. Ez ellentmondás, tehát az állítás, hogy a {\displaystyle {\sqrt {2}}} racionális, hamis.

### Geometriai bizonyítás
Ez szintén egy példa a végtelen leszállással történő bizonyításra. Alkalmazzuk benne a klasszikus szerkesztést, a tétel bizonyításának ez a módja egyszerűbb, mint amit az ókori görögök alkalmaztak.
Legyen ABC egy egyenlő szárú derékszögű háromszög, az átfogó hossza m, a befogóké n. A Pitagorasz-tétel miatt m/n = √2. Tegyük fel, hogy m és n egész számok. Legyen az m:n arány egyszerűsítve.
Rajzoljunk A középpontú m és n sugarú köríveket. A kapott metszéspontok a szárakon D és E. Ebből következik, hogy AB = AD, AC = AE és ∠BAC and ∠DAE szögek egybevágóak. Tehát az ABC és ADE háromszögek egybevágóak, mert megegyezik 2 oldaluk és az általuk közbezárt szög.
Mivel ∠EBF szög derékszög, és ∠BEF pedig a derékszög fele (45°) BEF szintén egyenlő szárú derékszögű háromszög. Ezért BE = m ‒ n, tehát BF = m ‒ n. A szimmetria miatt DF = m ‒ n, és FDC szintén egyenlő szárú derékszögű háromszög. Ebből következik: FC = n ‒ (m ‒ n) = 2n ‒ m.
Tehát van egy kisebb egyenlő szárú derékszögű háromszögünk, átfogójának hossza 2n ‒ m, a befogóké pedig m ‒ n. Ezek az értékek szintén egészek, arányuk megegyezik m és n arányával, ez ellentmond annak az állításnak, hogy m:n egyszerűsítve van. m és n tehát nem lehetnek egészek, ezért √2 irracionális.

## A négyzetgyök 2 tulajdonságai
A gyök 2 fele, ami közelítve 0.70710 67811 86548, egy közös mennyisége a geometriának és a trigonometriának, mert ha az egységvektor a síkon 45°-os szöget zár be a tengelyekkel, akkor a koordinátái:
{\displaystyle \left({\frac {\sqrt {2}}{2}},{\frac {\sqrt {2}}{2}}\right).}
És ez kielégíti, hogy
{\displaystyle {\frac {\sqrt {2}}{2}}={\sqrt {\frac {1}{2}}}={\frac {1}{\sqrt {2}}}=\cos(45^{\circ })=\sin(45^{\circ }).}
Egy érdekes tulajdonsága a négyzetgyök kettőnek a következő:
{\displaystyle \!\ {1 \over {{\sqrt {2}}-1}}={\sqrt {2}}+1.}
Ez az ezüstmetszés egyik tulajdonságának a következménye.
Másik érdekes tulajdonsága a négyzetgyök kettőnek:
{\displaystyle {\sqrt {2+{\sqrt {2+{\sqrt {2}}\cdots }}}}=2}
A négyzetgyök 2 kifejezhető az i képzetes egység segítségével, a négyzetgyökvonást, és a számtani műveleteket használva:
{\displaystyle {\frac {{\sqrt {i}}+i{\sqrt {i}}}{i}}} és {\displaystyle {\frac {{\sqrt {-i}}-i{\sqrt {-i}}}{-i}}.}

## Előállítás sorokkal és produktummal
A {\displaystyle \cos \left({\frac {\pi }{4}}\right)=\sin \left({\frac {\pi }{4}}\right)={\frac {1}{\sqrt {2}}}} azonosság, és a szinusz és koszinusz végtelen szorzatként való előállításából következnek az alábbi egyenletek:
{\displaystyle {\frac {1}{\sqrt {2}}}=\prod _{k=0}^{\infty }\left(1-{\frac {1}{(4k+2)^{2}}}\right)=\left(1-{\frac {1}{4}}\right)\left(1-{\frac {1}{36}}\right)\left(1-{\frac {1}{100}}\right)\cdots }
és
{\displaystyle {\sqrt {2}}=\prod _{k=0}^{\infty }{\frac {(4k+2)^{2}}{(4k+1)(4k+3)}}=\left({\frac {2\cdot 2}{1\cdot 3}}\right)\left({\frac {6\cdot 6}{5\cdot 7}}\right)\left({\frac {10\cdot 10}{9\cdot 11}}\right)\left({\frac {14\cdot 14}{13\cdot 15}}\right)\cdots }
vagy ezzel ekvivalens,
{\displaystyle {\sqrt {2}}=\prod _{k=0}^{\infty }\left(1+{\frac {1}{4k+1}}\right)\left(1-{\frac {1}{4k+3}}\right)=\left(1+{\frac {1}{1}}\right)\left(1-{\frac {1}{3}}\right)\left(1+{\frac {1}{5}}\right)\left(1-{\frac {1}{7}}\right)\cdots .}
A szám kifejezhető trigonometrikus függvények Taylor-sor alakban történő felírásával. Például cos(π/4) sora adja a következőt:
{\displaystyle {\frac {1}{\sqrt {2}}}=\sum _{k=0}^{\infty }{\frac {(-1)^{k}\left({\frac {\pi }{4}}\right)^{2k}}{(2k)!}}.}
A {\displaystyle {\sqrt {1+x}}} Taylor-sora x = 1 esetben a következő:
{\displaystyle {\sqrt {2}}=\sum _{k=0}^{\infty }(-1)^{k+1}{\frac {(2k-3)!!}{(2k)!!}}=1+{\frac {1}{2}}-{\frac {1}{2\cdot 4}}+{\frac {1\cdot 3}{2\cdot 4\cdot 6}}-{\frac {1\cdot 3\cdot 5}{2\cdot 4\cdot 6\cdot 8}}+\cdots .}
A sorok konvergenciája gyorsítható Euler-transzformációval, előállítva
{\displaystyle {\sqrt {2}}=\sum _{k=0}^{\infty }{\frac {(2k+1)!}{(k!)^{2}2^{3k+1}}}={\frac {1}{2}}+{\frac {3}{8}}+{\frac {15}{64}}+{\frac {35}{256}}+{\frac {315}{4096}}+{\frac {693}{16384}}+\cdots .}

## Előállítása lánctörttel
A négyzetgyök 2 a következő lánctörtként áll elő:
{\displaystyle \!\ {\sqrt {2}}=1+{\cfrac {1}{2+{\cfrac {1}{2+{\cfrac {1}{2+{\cfrac {1}{\ddots }}}}}}}}.}

## A papír mérete
Gyök 2 kerekített értéke a papír oldalainak aránya az ISO 216-os szabványban. Ez az arány biztosítja, hogy ha félbevágunk egy lapot a rövidebb oldallal párhuzamosan, akkor a kapott papírok oldalainak aránya megegyezik az eredeti papír oldalainak arányával.
Valóban, ha egy téglalap oldalai {\displaystyle x} és {\displaystyle x{\sqrt {2}}}, akkor a felének az oldalai {\displaystyle x} és {\displaystyle x{\sqrt {2}}/2}, az utóbbi megegyezik {\displaystyle x/{\sqrt {2}}}-vel. Ennek következtében, a hosszú oldal ({\displaystyle x}) és a rövid oldal ({\displaystyle x/{\sqrt {2}}}) aránya ismét {\displaystyle {\sqrt {2}}}.

## Külső hivatkozások
- √2.net Archiválva 2021. június 30-i dátummal a Wayback Machine-ben, valós idejű számolás
- A négyzetgyök 2 első 5 millió számjegye (Jerry Bonnell és Robert Nemiroff, 1994.)
- A négyzetgyök 2 irracionális, bizonyítások gyűjteménye